# 국회의사당역
국회의사당(한국산업은행)역(National Assembly(Korea Development Bank)Station, 國會議事堂(韓國產業銀行)驛)은 서울특별시 영등포구에 위치한 서울 지하철 9호선의 지하철역이다. 역명은 인근 국회의사당의 이름을 따 명명됐으며 이 역의 6번 출구 앞에 국회의사당 정문이 있다. 서울 지하철 9호선 내 급행 비정차 역들 중에서 승하차 인원이 가장 많은 곳이다. 샛강 하저터널로 당산역과 연결된다. 인근에 한국산업은행이 있다.

## 역사
- 2008년 9월 18일: 국회의사당역으로 역명 결정[3]
- 2009년 7월 24일: 서울 지하철 9호선 개화~신논현 구간 및 마곡나루(서울식물원)역 개통과 함께 영업 개시
- 2020년 12월: 역명을 국회의사당역에서 국회의사당(한국산업은행)역으로 변경

## 역 구조
승강장은 1면 2선의 섬식 승강장을 갖추고 있으며, 스크린도어가 설치돼 있다.

### 승강장
| 당산 ↑   |
| 상 하 \| |
| ↓ 여의도 |

| 하행 | ● 서울 지하철 9호선 | 일반 당산 · 가양(부민병원)·김포공항 · 개화 방면                              |
| 상행 | ● 서울 지하철 9호선 | 일반 노량진(노량진수산시장)·동작(현충원)·신논현 · 선정릉 · 중앙보훈병원 방면 |

## 역 주변
- 국회의사당
- 국회도서관
- KBS(한국방송공사) 본사
- KBS홀
- 헌정기념관
- 여의도공원
- 더불어민주당 중앙당
- 국민의힘 중앙당
- 민생당 중앙당
- 정의당 중앙당
- 한국산업은행 본점
- 국민일보
- 여의도순복음교회
- 한국장애인개발원·이룸센터
- 은행로
- 여의공원로

## 갤러리

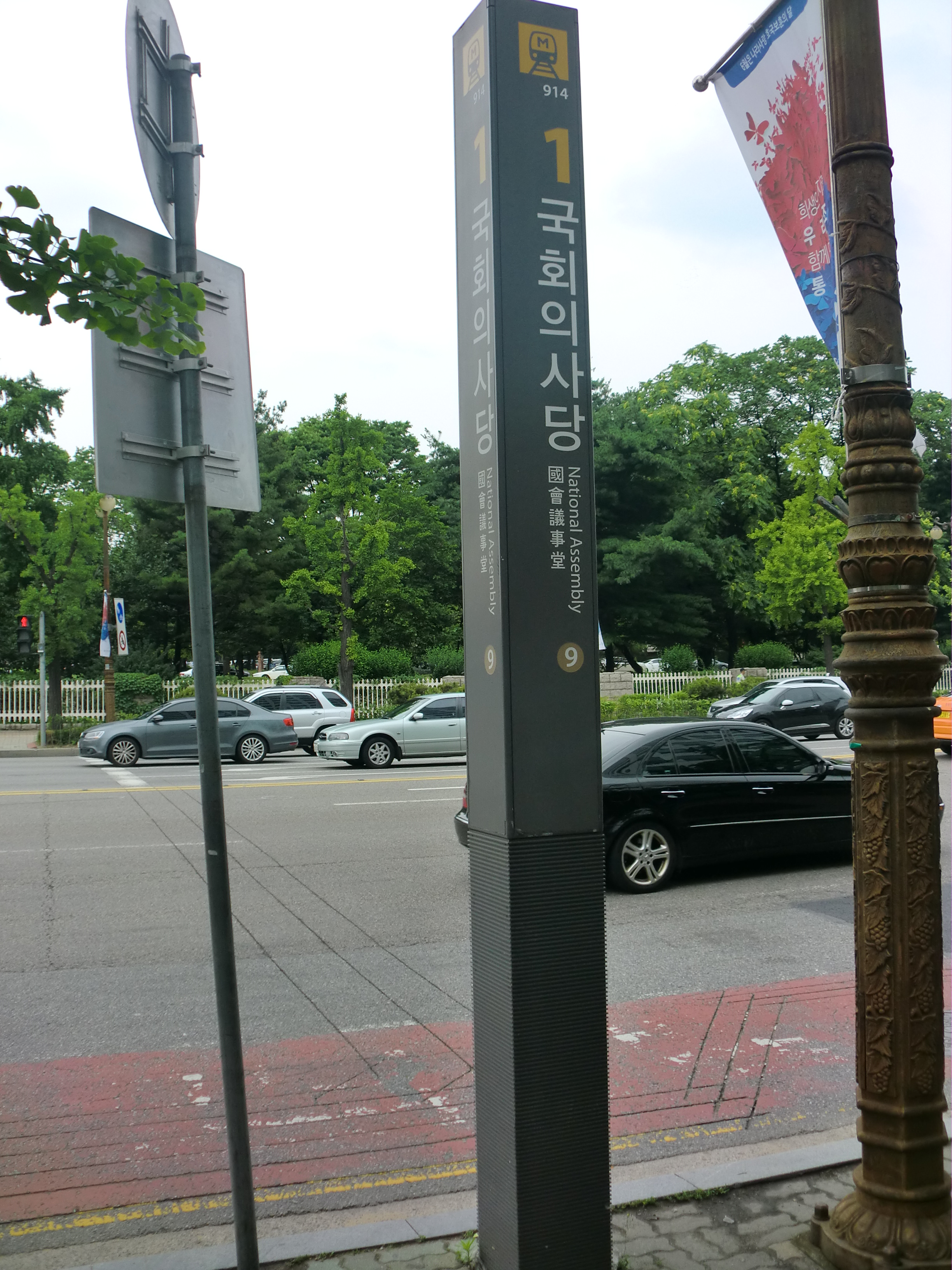
1번 출입구 폴사인
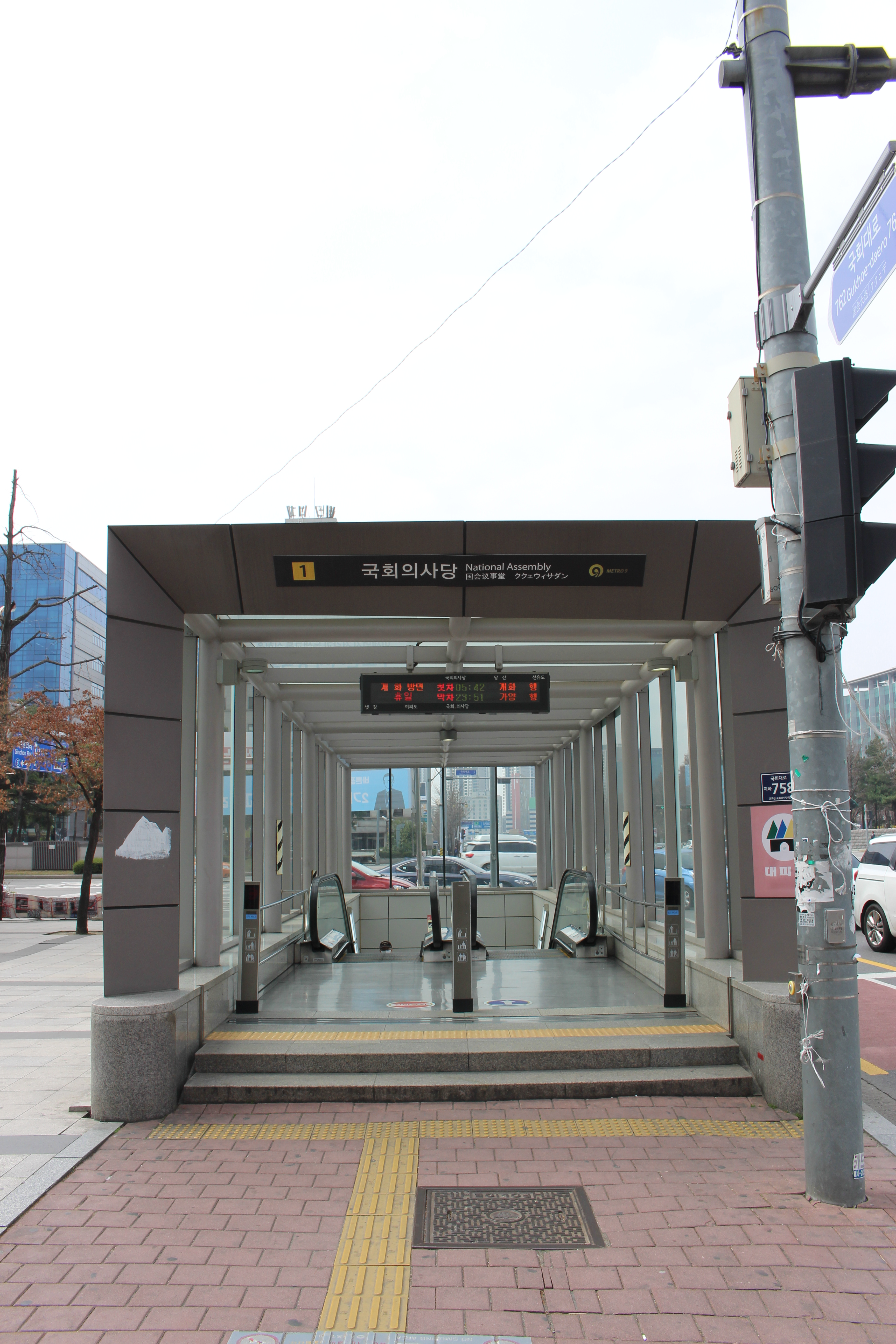
1번 출입구
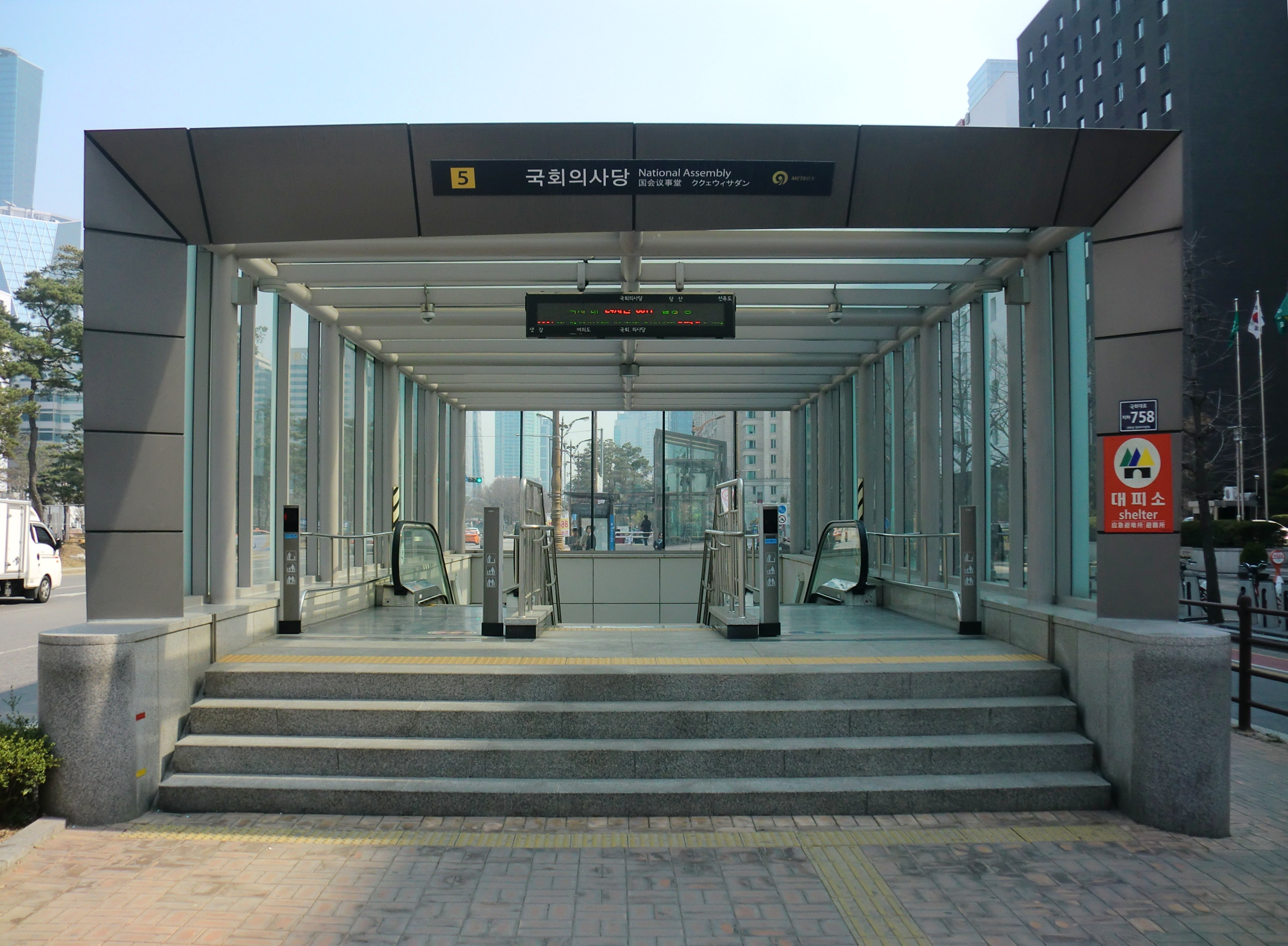
5번 출입구
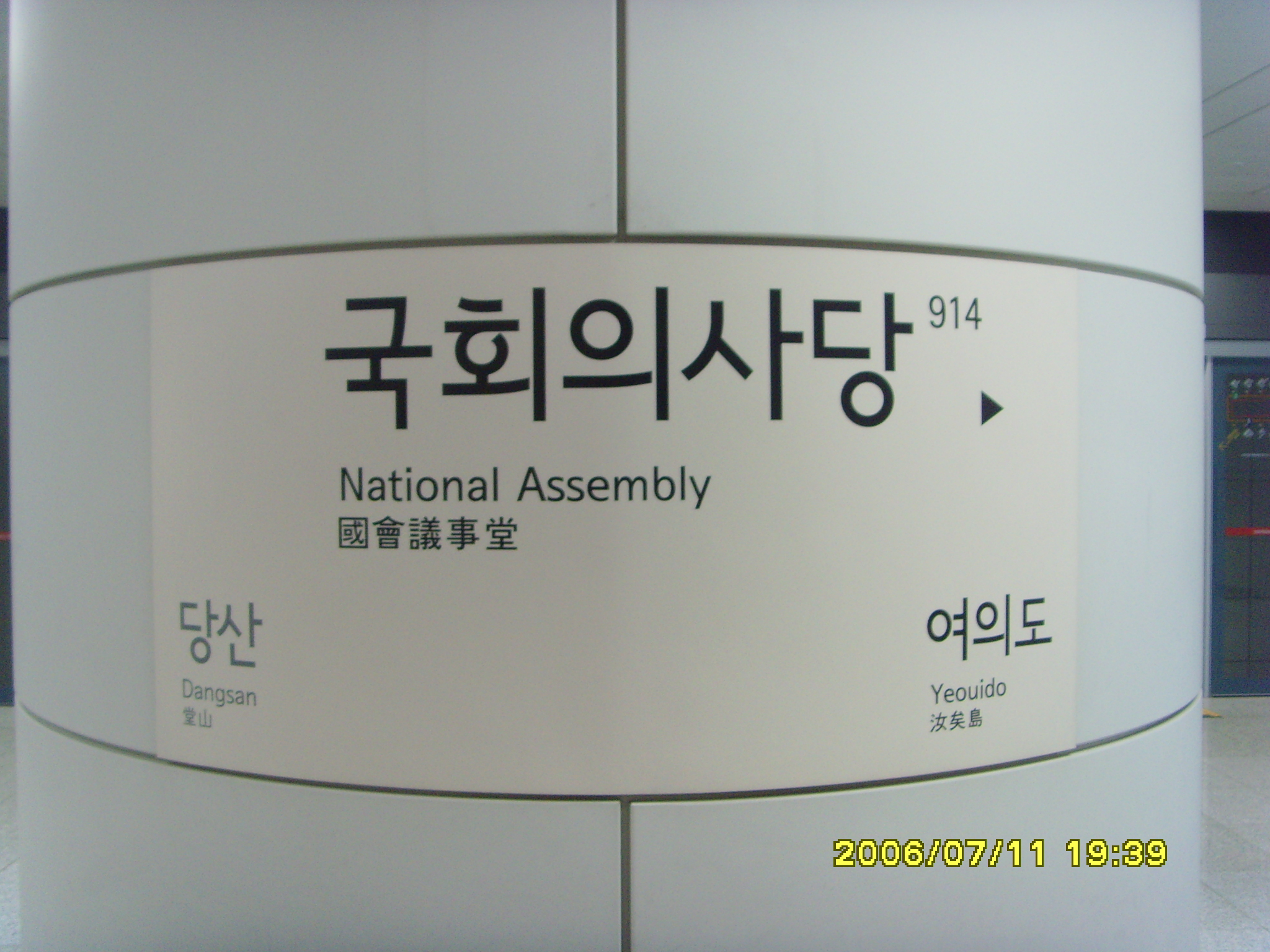
역명판

## 이용객 변동
2009년 자료는 개통일인 2009년 7월 24일부터 12월 31일까지인 161일치만이 반영된 것이다.
| 노선  | 노선 | 일평균 인원수 (명/일) | 일평균 인원수 (명/일) | 일평균 인원수 (명/일) | 일평균 인원수 (명/일) | 일평균 인원수 (명/일) | 일평균 인원수 (명/일) | 일평균 인원수 (명/일) | 일평균 인원수 (명/일) | 일평균 인원수 (명/일) | 각주  |
| 노선  | 노선 | 2009년                | 2010년                | 2011년                | 2012년                | 2013년                | 2014년                | 2015년                | 2016년                | 2017년                | 각주  |
| ----- | ---- | --------------------- | --------------------- | --------------------- | --------------------- | --------------------- | --------------------- | --------------------- | --------------------- | --------------------- | ----- |
| 9호선 | 승차 | 9,305                 | 11,762                | 13,535                | 14,863                | 15,432                | 15,445                | 15,145                | 15,332                | 15,924                | [ 4 ] |
| 9호선 | 하차 | 9,119                 | 12,199                | 14,155                | 15,437                | 16,013                | 15,850                | 15,200                | 15,289                | 15,877                | [ 4 ] |

## 인접한 역
| 서울 지하철 9호선  | 서울 지하철 9호선        | 서울 지하철 9호선            |
| ------------------ | ------------------------ | ---------------------------- |
| 913 당산 개화 방면 | ● 서울 지하철 9호선 일반 | 915 여의도 중앙보훈병원 방면 |